# Francisco (Indiana)
Francisco é uma cidade  localizada no estado americano de Indiana, no Condado de Gibson.

## Demografia
Segundo o censo americano de 2000, a sua população era de 543 habitantes.
Em 2006, foi estimada uma população de 544, um aumento de 1 (0.2%).

## Geografia
De acordo com o United States Census Bureau tem uma área de
1,4 km², dos quais 1,4 km² cobertos por terra e 0,0 km² cobertos por água. Francisco localiza-se a aproximadamente 144 m acima do nível do mar.

## Localidades na vizinhança
O diagrama seguinte representa as localidades num raio de 16 km ao redor de Francisco.